# Michael Jackson - Il complotto
Michael Jackson – Il complotto (Michael Jackson – Conspiracy) è un'opera letteraria della reporter investigativa statunitense Aphrodite Jones, la quale ricostruisce il processo per presunto abuso su minore subito dal cantante statunitense Michael Jackson, svoltosi da gennaio a giugno 2005, dal quale venne completamente assolto e al quale la giornalista fu presente come inviata di varie testate giornalistiche americane. Il libro fu pubblicato per la prima volta nel 2007. Nel 2010 venne ripubblicato dopo la morte di Michael Jackson, avvenuta il 25 giugno 2009.
Nella parte interna della copertina della ristampa del 2010, la Jones scrive:
(Aphrodite Jones, 2010)

## Retroscena

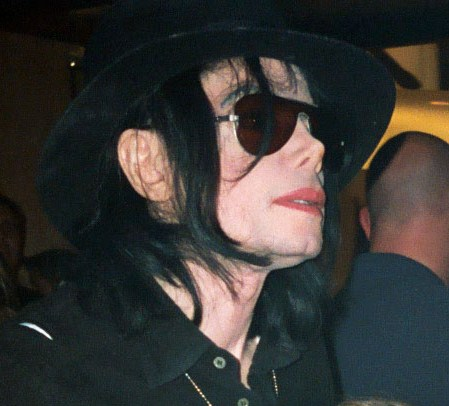
Michael Jackson a Las Vegas, ritratto qualche giorno prima dell'arresto, nel novembre 2003.

Il libro si basa sul lungo processo penale, e mediatico, che Michael Jackson dovette subire dopo che un ragazzino di 13 anni, tale Gavin Arvizo, lo aveva accusato nel 2003 di presunti abusi sessuali nei suoi confronti. Il ragazzino e la sua famiglia avevano conosciuto Jackson nel 2000 quando questi seppe che il ragazzo era malato di cancro e che non avrebbe vissuto a lungo; l'artista si offrì di pagarne le cure e mise a loro disposizione i migliori medici e furono così suoi ospiti, sia al Neverland Ranch che in altre proprietà dell'artista. Grazie alle cure pagate da Jackson il ragazzo guarì. In seguito la notizia che Jackson aveva ospitato il ragazzino a casa sua, tra cui nella sua camera da letto, divenne pubblica quando il giornalista anglo-pachistano, Martin Bashir, intervistò Jackson e la famiglia Arvizo per il suo documentario Living with Michael Jackson, andato in onda in tutto il mondo nel febbraio 2003, e dopo la cui messa in onda i media iniziarono a insinuare che non fosse corretto che l'artista passasse il suo tempo con dei minori dato che era già stato accusato una volta nel 1993 di presunti abusi su minore.
La famiglia Arvizo si strinse inizialmente al cantante difendendolo pubblicamente, ma in seguito avanzò accuse di presunti abusi nei suoi confronti; abusi che non sarebbero avvenuti prima della messa in onda del documentario ma addirittura, a loro detta, dopo. Questa circostanza destò qualche perplessità ma il procuratore Tom Sneddon iniziò ugualmente un'indagine che, il 20 novembre del 2003, portò all'arresto dell'artista con 10 capi d'imputazione nei suoi confronti. Jackson si consegnò spontaneamente alla polizia di Santa Barbara, in California dove venne schedato e in seguito liberato, versando una cauzione di 3 milioni di dollari, in attesa di un processo.  Il 13 giugno 2005, dopo un processo durato diversi mesi, Jackson venne assolto da tutti i capi di imputazione.

## Pubblicazione

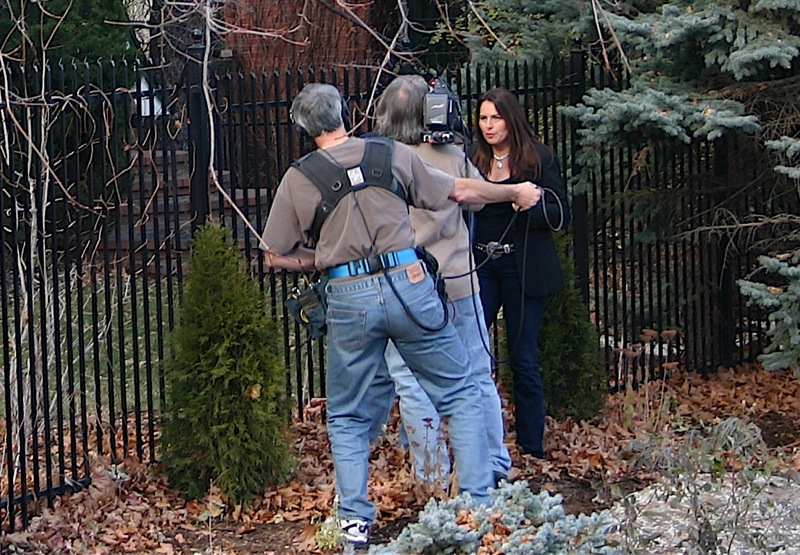
La reporter investigativa, e autrice del libro, Aphrodite Jones sul set di un episodio del suo programma televisivo True Crime with Aphrodite Jones nel 2010.

L'autrice fu costretta inizialmente a ricorrere al self-publishing in quanto le case editrici si erano rifiutate di far conoscere all'opinione pubblica la verità riguardo a quello che è stato definito "uno degli episodi più vergognosi della storia del giornalismo e non solo". La Jones era inizialmente convinta della colpevolezza di Jackson, ma dovette ricredersi dopo aver assistito personalmente al procedimento penale. Conclusosi quest'ultimo, chiese un permesso speciale al giudice Rodney Melville per poter analizzare tutti i relativi atti e reperti del processo che riportò meticolosamente nel libro.

## Trama

### Nota dell'autrice
Il libro si apre con una nota dell'autrice nella quale la stessa fa autocritica riguardo al comportamento che aveva tenuto durante il processo, in quanto riconosce che all'epoca aveva distorto le notizie e ne aveva riportate molte non vere conto Jackson per farlo apparire colpevole agli occhi dell'opinione pubblica, come una miriade di suoi colleghi; dice che si vergognò di aver fatto parte di quel complotto mediatico che era sorto per distruggere il cantante e afferma di non voler far nomi nel libro per quanto concerne i giornalisti che ne presero parte, però sostiene che chi ha seguito il procedimento penale sa bene chi si è comportato così.
Alla fine cominciò a pensare a tutti i soldi dei contribuenti spesi, anche se nessuno ne parlò, per un processo di quella portata (deposero 135 testimoni), montato su accuse totalmente false e come si fosse sentito il cantante che lo dovette subire, solo per aver aiutato un bambino malato di cancro. Così iniziò a scrivere il libro dove riportò gli atti del processo e tutto ciò che i media avevano tenuto nascosto. L'autrice termina la nota introduttiva scrivendo: 
(Aphrodite Jones, 1º marzo 2007)

### Prefazione

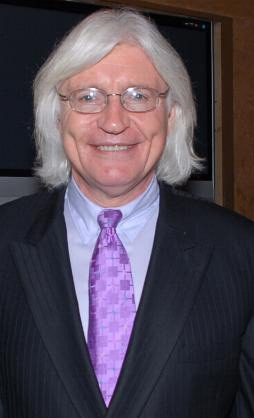
Thomas Mesereau Jr., capo del team di avvocati di Michael Jackson, nel 2007.

Segue una prefazione di Thomas A. Mesereau Jr., l’avvocato a capo del team di difensori di Jackson. L'avvocato dichiara che la prima volta che vide la giornalista nel tribunale di Santa Maria si voltò dall'altra parte, non volendo avere nulla a che fare coi media americani che stavano distorcendo la verità sia in televisione che sui giornali, riportando all'opinione pubblica un processo completamente diverso da quello che stava in realtà avvenendo; se le prove e i testimoni dell'accusa erano senza fondamento i media riportavano l'esatto opposto. L'avvocato non esita a definire l'attenzione mediatica attorno al processo come "una frenesia folle, disonesta e manipolatrice" aggiungendo che, nonostante fuori e dentro al tribunale vi fossero giornalisti di tutto rispetto "il miraggio del profitto sembrava oscurare la verità e l'accuratezza". L'avvocato dichiara di aver incontrato di nuovo la giornalista dopo il processo e di averle concesso un'intervista e di aver anche in seguito supervisionato la prima bozza del libro della Jones e conclude dichiarando: 
(Thomas A. Mesereau Jr., avvocato a capo del team di difensori di Jackson)

### Capitolo I:ABC... It's easy
(nota: ogni capitolo si apre col titolo di una canzone di Michael Jackson, dei Jackson 5, dei Jacksons o con la citazione di un passaggio del testo di una canzone dell'artista, tranne il capitolo XXVI che cita il brano musicale Ebony and Ivory del 1982 registrato in duetto da Paul McCartney e Stevie Wonder)
Il capitolo primo si apre con la notizia relativa al fatto che la giuria il 13 giugno 2005 aveva raggiunto il verdetto; la Jones parla dell'arrivo di Jackson in tribunale, quel giorno, dicendo che qualsiasi fossero state le sue condizioni di salute in quel momento e quante le sofferenze durante il processo, non lo diede a vedere, ma era molto teso e spaventato. Quando fu letto il verdetto che lo proclamava non colpevole verso tutti i capi d'accusa, fuori dal tribunale scoppiò il delirio, mentre all'interno il giudice Melville lesse una dichiarazione della giuria: “Noi, la giuria, con gli occhi del mondo puntati addosso, abbiamo studiato scrupolosamente le testimonianze, le prove, e le regole di procedura presentate in aula dal 31 gennaio 2005. Seguendo le istruzioni della giuria, siamo giunti fiduciosi al nostro verdetto. È nostra speranza che questo caso sia una testimonianza di fiducia nell'integrità e nelle veridicità del nostro sistema giudiziario.”
A queste parole Jackson sembrò riprendere la sua calma naturale, rimanendo immobile, mentre chi era vicino a lui vide le lacrime scendere sul suo viso. Il giudice gli disse che era libero di andare, così il cantante si asciugò il volto e lasciò la stanza, circondato dai suoi familiari. I media cominciarono a spettegolare sulle accuse contro Jackson e si concentrarono su voci infamanti alle quali molte persone avevano creduto e continuarono a credere. Molti giornalisti, anziché dispiacersi di aver fatto parte del circolo mediatico che aveva distrutto l'immagine di Jackson, se ne compiacevano. I fan erano furiosi perché gli “organi d'informazione” non avevano raccontato la verità.
Riesaminando alcuni dettagli della vita privata di Jackson dati in pasto al mondo, alcuni osservatori concordarono sul fatto che poche persone sarebbero sopravvissute ad un evento del genere. Durante il processo i media avevano riportato solo le accuse e mai le prove schiaccianti che confutavano o i controinterrogatori della difesa. La Jones sostiene che vedere Jackson l'ultimo giorno in aula era come guardare due persone: il personaggio creato dai giornaletti scandalistici, che davano di lui un'immagine distorta e il vero Michael, un uomo pieno di umiltà, un ragazzo timido e tranquillo, niente a che spartire con il personaggio dei tabloid (A.J.). Era diventato, per i media, una macchina con cui far soldi, che ha cercato di distruggerlo, visto che si era ritrovato in tribunale anche per colpa del “documentario di Bashir". Mentre l'assoluzione del cantante non era remunerativa per la stampa, che per decenni aveva costruito un'industria sulla “vita eccentrica” di Jackson. Secondo la Jones il fatto che non erano permesse telecamere in aula favorì la campagna diffamatoria. Anche il procuratore aveva creduto che le notizie distorte che i media riportavano sul processo avrebbero favorito l'accusa. Ma non fu così.

### Capitolo II:Music And Me
La Jones apre questo capitolo analizzando alcuni comportamenti mediatici: per vendere giornali ed aumentare l'audience Jackson veniva denigrato come essere umano e non venivano mai riportati fatti del processo positivi sul cantante, neppure quando i testimoni parlavano delle sue buone azioni; si concentravano solo sulle accuse, raccontando ciò che succedeva in aula solo da quel punto di vista; i produttori o gli editori incoraggiavano questo tipo di atteggiamenti perché faceva aumentare l'audience o le vendite. Agli occhi della giuria, dice la Jones, Jackson era apparso una persona con i piedi per terra, premurosa e gentile, estremamente generosa e vulnerabile, ma i media decisero di tralasciare tutto ciò perché se la pop star fosse stata incarcerata ciò avrebbe portato loro un gran lavoro: articoli sulla sicurezza di Jackson in prigione, la sua vita dietro le sbarre, le misure anti-suicidio, ecc.
Poi l'autrice passa a parlare di Thomas Mesereau, l'avvocato di Jackson, dicendo che era completamente disinteressato all'attenzione mediatica, a differenza di altri suoi predecessori. Fu in grado di confutare con prove schiaccianti tutte le accuse. La parte finale del capitolo è dedicata a ciò che pensavano i fan e Jackson stesso riguardo al complotto; la campagna per distruggere l'immagine della superstar derivava sia dalla cupidigia collettiva, dei media ma pure di altri accusatori passati, la cui dubbia condotta è riportata su nastri registrati in segreto custoditi dal governo degli Stati Uniti, sia da qualcosa di più grande: il cantante da tempo dichiarava anche pubblicamente che qualcuno della Sony complottava per rovinarlo e impossessarsi del suo 50% del catalogo Sony/ATV che vale miliardi di dollari. Mesereau non trovò prove al riguardo, ma riteneva che tutto ciò avesse un senso in quanto Jackson in carcere non avrebbe potuto difendere la proprietà del catalogo.

### Capitolo III:Shake it, shake it, baby
In questo capitolo si parla principalmente della selezione della giuria, delle dichiarazioni di apertura del procuratore Sneddon e dell'avvocato Mesereau ma anche del fatto che i media rimasero delusi dal fatto che Jackson si mostrasse del tutto preparato ad affrontare tutto ciò e che gli abitanti della contea di Santa Maria lo considerassero una brava persona. La Jones poi scrive:“Le accuse cominciarono a prendere forma quando la famiglia Arvizo non riuscì a ottenere soldi per il documentario di Bashir o per il video di confutazione realizzato per elogiare Jackson”; infatti, secondo gli accusatori, stranamente MJ avrebbe cominciato a “molestare” Gavin immediatamente dopo il documentario di Bashir, quando i media gli puntavano il dito contro e le autorità avevano iniziato ad indagare e non durante il suo lungo soggiorno a Neverland in seguito alla sua malattia.

### Capitolo IV:I Wanna Be Where You Are

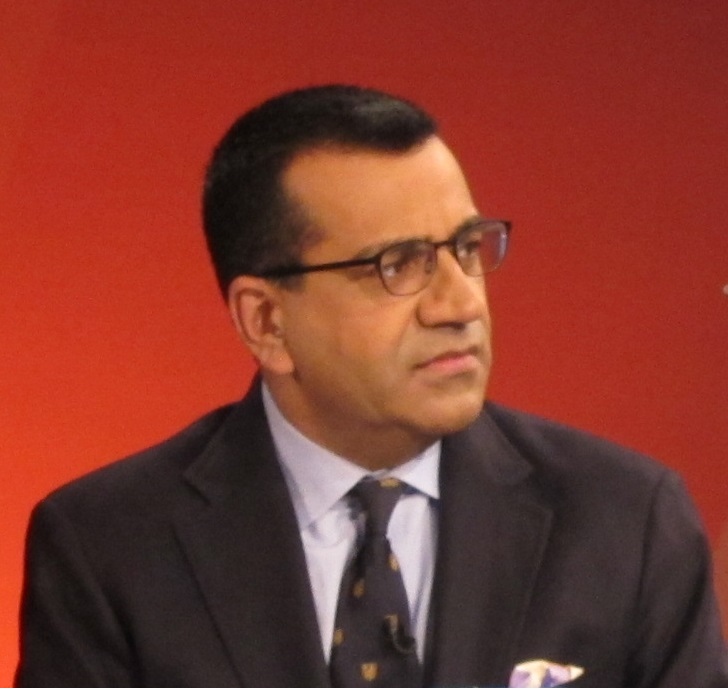
Il gironalista Martin Bashir, uno dei primi testimoni al processo.

Iniziano le testimonianze dell'accusa. Il primo a salire sul banco dei testimoni fu il giornalista inglese Martin Bashir, autore del documentario, definito da Jackson "diffamatorio", Living with Michael Jackson, che venne proiettato in aula; Bashir si appellò alla Legge-Scudo della California, secondo la quale i giornalisti non possono essere obbligati a testimoniare riguardo a notizie che apprendono durante il loro lavoro. Nonostante ciò, grazie alle astute domande di Mesereau, la giuria si rese conto del comportamento scorretto di Bashir.

### Capitolo V:Wanna Be Startin' Something
Il capitolo inizia con il riportare la parte finale della “testimonianza” di Bashir proseguendo con la testimonianza e il controinterrogatorio di Ann Kite. La Kite fu chiamata a deporre contro MJ per l'accusa di associazione a delinquere; dichiarò di essere stata assunta dal suo ex, Le Grand, un avvocato ingaggiato dal cantante per indagare su alcuni soci verso i quali Jackson nutriva forti sospetti riguardo al fatto che lo stessero derubando; Le Grand si servì di un'agenzia investigativa, la “Interfor”; durante il processo, quest'ultima scoprì un piano ideato dall'allora presidente della Sony Music, Tommy Mottola, e un altro legale di Jackson, John Branca, presumibilmente con lo scopo di far crollare l'impero finanziario della pop star. La Kite voleva far crede di far parte del team di salvataggio di Jackson costituito dopo la messa in onda del "documentario" di Bashir, tuttavia durante il controinterrogatorio si scoprì che la donna non ebbe mai contatti con Jackson e che si occupò della faccenda solo per una settimana.
Quando fu interrogata da Sneddon dichiarò che fu messa a conoscenza del fatto che gli Arvizo furono riportati a Neverland e che il team di Jackson avesse un piano per screditarli, ma durante il controinterrogatorio della difesa, invece, quando Mesereau parlò della dichiarazione della Kite alla polizia, vennero alla luce dei particolari inquietanti riguardo al suddetto team e cioè che le persone che lo componevano avevano cercato di appropriarsi illecitamente di somme di denaro del cantante. Così la testimonianza della Kite si ritorse contro l'accusa: la giuria si rese conto che la star poco sapeva riguardo a chi lo gestiva e che cosa queste persone facessero e apparve vulnerabile.

### Capitolo VI:Rock With You
All'inizio del capitolo la scrittrice parla della ricostruzione del processo, con attori, che E!News mandava in onda, la quale ebbe esiti disastrosi e del fatto che Jay Leno (testimone dell'accusa) ebbe l'autorizzazione di far satira sul processo e che, senza curarsene, fomentava l'opinione pubblica contro Jackson; "La gente non aveva nessun problema a scherzare sulla situazione di Michael" (A.J.). In aula fu proiettato il filmato che le forze dell'ordine girarono a Neverland durante le perquisizioni. La Jones dice:"Per Jackson fu un incubo: nessuno su questa terra vorrebbe mostrare in pubblico il contenuto dei propri armadi, dei ripostigli, dei cassetti del bagno...".

### Capitolo VII:Stop! The love you save may be your own
Racchiude la testimonianza di Davellin Arvizo, sorella di Gavin, il ragazzo che diceva di essere stato molestato dal cantante, e riporta il contenuto di un video di confutazione mostrato dalla difesa.
Davellin spiegò come lei e la sua famiglia conobbero Michael Jackson: attraverso il comico Jamie Masada, ideatore di un laboratorio teatrale, al quale Gavin, ormai dato per spacciato a causa del cancro, aveva espresso il desiderio di conoscere la pop star. In quel periodo gli Arvizo conobbero sia Jackson che il comico Chris Tucker ed entrambi sostennero Gavin nei momenti critici dovuti alla chemioterapia. Uscito dall'ospedale si stabilì a casa dei nonni. Jackson lo chiamava regolarmente per tirarlo su di morale e gli suggerì una tecnica di visualizzazione: visualizzare se stesso mentre usava la cellule sane per mangiare quelle cancerose "come se fosse Pac-Man"; inoltre lo invitò ad andare a Neverland.
Mandò una limousine a prendere la famiglia Arvizo e, una volta giunti al ranch, fu loro fatta visitare l'intera tenuta e le sue attrattive: sala giochi, zoo, teatro, cinema... La testimone raccontò dei particolari riguardanti la prima cena lì: Gavin chiese se poteva dormire in camera di Michael e i genitori diedero il loro permesso. In quell'anno i coniugi Arvizo si separarono e da quel momento Jackson aiutò Janet e i suoi figli ancora di più. Ma la testimone dichiarò anche che subito dopo il documentario di Bashir lei e la sua famiglia furono condotti a Miami da Michael e dichiarò che si sentirono prigionieri nella camera dell'hotel; durante il viaggio di ritorno sostenne che vide Michael e Gavin passarsi una lattina di Diet Coke, e fece capire alla giuria che poteva contenere anche del vino. Inoltre disse che Jackson le fece venire il vizio di bere, ma più tardi questa sua dichiarazione venne confutata da un'altra testimonianza. Dichiarò che Michael fece a Gavin dei regali costosi e, una volta giunti a Neverland, si sentirono controllati dai soci del cantante e che erano spaventati.
Ma poi la difesa presentò un'intervista della famiglia Arvizo con Brad Miller, un investigatore privato, risalente al 16 febbraio 2003, nella quale tutti elogiavano Michael Jackson; dissero che era stato come un padre per loro e che aveva dimostrato un amore incondizionato. “Dal nastro si capiva chiaramente che la famiglia Arvizo, Janet e i suoi figli, avevano partecipato all'intervista volontariamente. Avevano dato il loro assenso per la registrazione e parlavano in modo allegro e ottimistico” (A.J ones). Nel video Janet parlò degli organi perduti dal figlio a causa del cancro, disse che l'ex marito era stato accusato di nove reati tra cui maltrattamento di minori e minacce terroristiche e che malmenava Gavin anche durante le cure per il cancro. Dichiarò che Michael, invece, era una persona “gentile, pacata ed affettuosa”, che la relazione tra Michael e i suoi figli era pura e innocente e che il cantante era come un padre per i suoi figli. Dichiarò che, mentre molte persone si erano rifiutati di aiutarli, Jackson le disse: ”Forse non siete importanti per molti, ma siete importanti per me”; Gavin raccontò che l'artista era riuscito sempre a farlo sorridere, che poteva chiamarlo in qualsiasi istante, e che non voleva che lui si deprimesse per la sua malattia.

### Capitolo VIII:Do you remember the time?
Il capitolo inizia nel riportare sia ciò che disse Jackson riguardo alla testimonianza di Davellin Arvizo, che trovò frustrante, sia come si sentisse male la pop star ascoltando le testimonianze dei suo accusatori, i quali cercano di convincere la giuria che lui non li aveva aiutati, ma che erano le sue vittime. Poi la Jones racconta il famoso episodio del pigiama. La mattina del 10 marzo 2005, Jackson fu ricoverato in ospedale a causa di un infortunio alla schiena. Il giudice minacciò di emettere un mandato di arresto e la confisca della cauzione, se Jackson non si fosse presentato in aula nel giro di un'ora. Il cantante, così, non avendo il tempo di tornare a casa per cambiarsi, si recò al palazzo di giustizia con ancora indosso i pantaloni del pigiama e pantofole. Anche questo incidente fu pesantemente strumentalizzato dai media, che approfittarono per definire l'artista "strambo" e la "folle" immagine apparve in TV per giorni.
Alcuni fecero credere che Jackson aveva agito così per cercare di ottenere la solidarietà della giuria, ma in realtà sapevano che i giurati sarebbero entrati solo dopo che la pop star si fosse seduta dietro il banco della difesa, dal quale i pantaloni del pigiama non si vedevano. Il capitolo prosegue con la testimonianza e il controinterrogatorio di Star Arvizo, fratello di Gavin, unico testimone delle presunte molestie. Ciò che colpì maggiormente riguardo alla sua testimonianza fu la reazione al controinterrogatorio di Mesereau. Si parlò di un caso di molestie che avrebbe visto come vittima la madre, Janet, nel parcheggio della J.C. Penney, nel 1998: gli Arvizo avevano intentato una causa civile per risarcimento contro questa società; ma davanti alla giuria Star ammise di aver mentito in precedenza, sotto giuramento, quando aveva testimoniato di aver visto la madre subire delle molestie da parte delle guardie della J.C. Corporation; invece emerse che il fatto scaturì da un furto commesso da Gavin e la sorveglianza fu costretta a seguire gli Arvizo nel parcheggio; infatti dai registri della polizia non risultava nessuna aggressione. Star sembrò “intrappolato” durante la sua deposizione.
Disse, perciò, di aver dichiarato il falso, anche quando aveva sostenuto che i suoi genitori non litigavano mai o quando aveva dichiarato che il padre non lo aveva mai picchiato. Quando si iniziò a parlare di Michael Jackson, il ragazzo si mise sulla difensiva. Il giorno prima, durante l'interrogatorio del procuratore Sneddon, Star aveva dichiarato di aver visto Jackson molestare suo fratello in due occasioni precise: il cantante avrebbe mostrato a lui e al fratello delle riviste porno, avrebbe dato loro del vino e avrebbe simulato un atto sessuale con un manichino in loro presenza. In precedenza aveva detto che Jackson aveva masturbato Gavin, entrando nei dettagli della situazione. Tuttavia durante il controinterrogatorio della difesa, Star ammise di non aver raccontato niente alla polizia riguardo a presunte molestie, fino a quando incontrarono l'avvocato Feldman e disse che quest'ultimo parlò loro di Katz: Mesereau riuscì a dimostrare che gli Arvizo decisero di denunciare Jackson solo dopo aver parlato con Feldman e Katz, la stessa “squadra” utilizzata dai Chandler (precedenti accusatori di Jackson) nel 1993. Durante la sua testimonianza circa le presunte molestie da parte di Jackson verso il fratello, Star si contraddisse più volte: “Sembrava che stesse inventando le cose lì per lì” (A. Jones); successivamente negò anche che il cantante avesse masturbato il fratello. Mesereau estrasse la testimonianza di Katz, il quale aveva dichiarato ciò che Star gli aveva riferito e nulla combaciava con quello che stava dicendo in quel momento in aula.
Fu costretto ad ammettere che una volta, quando la pop star non era in casa, lui e il fratello furono sorpresi a dormire nella sua stanza. Un'altra volta, sempre in assenza di Jackson, furono scoperti dallo staff a bere alcolici di nascosto nella cantina. “Ascoltando la testimonianza di Star, i giurati si stavano insospettendo” (A.J.) Per quanto concerneva le riviste erotiche che Jackson avrebbe mostrato a lui e al fratello, Mesereau gliene fece vedere una valigetta piena, chiedendogli se erano quelle che la pop star aveva fatto veder loro; lui confermò, ma Mesereau gli fece notare che riportavano la data agosto 2003, mesi dopo la loro partenza definitiva da Neverland: il ragazzo aveva mentito di nuovo. Mesereau mostrò al ragazzo anche dei biglietti che lui e i suoi famigliari avevano scritto a Jackson: “Grazie per essere la nostra famiglia”, “Ti vogliamo bene incondizionatamente”, “...avremo sempre cura di te in ogni pezzetto del nostro cuore perché tu ci guarisci in un modo molto speciale”; nei video di confutazione Star considerava Michael come un padre: uno era del 16 febbraio 2003, come detto, l'altro del 20 febbraio dello stesso anno; “Tutti gli Arvizo si dicevano grati a Jackson per essersi interessati a loro e affermavano che la superstar li aveva aiutati quando nessun altro lo aveva fatto.”

### Capitolo IX:Askin' him to change his ways
Riporta la visione di un altro video di confutazione, risalente al 20 febbraio 2003. Fin dalle prime immagini, afferma la Jones, era palese che gli Arvizo non si erano resi conto di essere ripresi, anche se poi testimoniarono che era stata una ripresa forzata; raccontarono della prima volta che si recarono a Neverland; dissero che il ranch era il posto più bello che avessero mai visto e Michael era una persona eccezionale, che li abbracciò quando li vide arrivare; Gavin disse che voleva stare in casa con il cantante, il quale rispose: “Se va bene per i tuoi genitori, va bene anche per me.” Gavin raccontò di quando era nella camera di Michael, il quale mise tante coperte sul pavimento e gli disse che le avrebbe utilizzate per dormirci sopra, mentre Gavin poteva dormire nel suo letto. Il bambino si affezionò subito a Jackson, definito umile e buono. Janet parlò della superstar usando le stesse parole; inoltre sostenne che mentre i medici dicevano che per il figlio non c'era niente da fare, Michael diceva che non l'accettava e infondeva in loro speranza, invece; ”Dio opera attraverso la gente” spiegò Janet,“e Dio ha scelto di lavorare attraverso Michael per riportare la vita a Gavin, agli altri due miei figli e a me”; disse che il cantante permetteva loro di chiamarlo papà e che si comportava in tal senso:”Li indirizza, ha un meraviglioso senso dell'umorismo. Li aiuta a credere che i sogni diventano realtà se si ha un cuore puro”. Star sostenne che era più paterno del padre biologico. Jackson dedicava loro tutto il suo tempo libero e a Neverland potevano fare tutto ciò che volevano ed utilizzare tutte le attrattive della proprietà.“Le parole esatte che gli Arvizo utilizzarono per definire Michael furono: onesto, degno di fiducia, umile, affettuoso, apprensivo, divertente, altruista e premuroso.” (A.J.) Erano furiosi verso Bashir e si offesero per ciò che aveva insinuato la stampa: erano convinti che i media volessero crocifiggere Jackson: ”A chi profana l'affetto che Michael esprime ai miei bambini, mettendo tutto in subbuglio e distorcendo la situazione, posso solo dire di guardarsi nel cuore e tirare fuori un sentimento innocente, come quello tra Michael e Gavin” disse Janet; “Loro non capiscono Michael” sostenne Gavin. Era chiaro, sostiene la Jones, che precedentemente gli Arvizo avevano rivelato un'opinione opposta su Jackson rispetto a quella che volevano dare alla giuria.

### Capitolo X:If you wanna make the world a better place – Take a look at yourself and make a change
Questo capitolo tratta della testimonianza di Gavin Arvizo. Il 10 marzo 2005, infatti il ragazzo salì sul banco dei testimoni; ”All'inizio la sua testimonianza sembrò credibile, ma più avanti molte delle sue dichiarazioni apparvero prestabilite, forse da sua madre, tanto che alcuni suoi ricordi degli eventi vennero poi contraddetti da altri testimoni.” (A.J). Negò tutto ciò che aveva precedentemente detto su Jackson, gli elogi che aveva fatto, anche nel documentario di Bashir. Testimoniò che le molestie si erano verificate dopo la messa in onda del documentario di Bashir e apparve molto strano agli osservatori in aula che il cantante avesse scelto proprio quel periodo per attuare le molestie, quando il suo team stava facendo di tutto per riabilitare la sua immagine. Durante l'interrogatorio di Sneddon, Gavin parlò di quando il cantante l'avrebbe masturbato e gli avrebbe fatto bere del vino; ma i racconti di Gavin non combaciavano assolutamente con quelli del fratello; inoltre Gavin dichiarò che le molestie erano avvenute sotto le coperte, invece Star aveva sostenuto che era successo tutto sopra e che aveva assistito guardando dalla scalinata che portava alla stanza di Jackson.
Durante il controinterrogatorio, Mesereau decise di trattare l'accusatore come un adulto e questo fece emergere la vera personalità di Gavin: un ragazzo irritabile e polemico. L'avvocato difensore ricordò le menzogne e gli spergiuri degli Arvizo e riuscì a dimostrare che durante il periodo in cui avevano detto di sentirsi prigionieri a Neverland, in realtà avevano lasciato il ranch per poi ritornarvi almeno tre volte; furono accompagnati in altre città dagli autisti di Jackson, si recavano ovunque per fare acquisti a spese della pop star, che pagava loro di tutto: dalle cure per la salute di Gavin a quelle di bellezza per la signora Arvizo e regali vari, molto costosi: l'avvocato difensore presentò in aula la documentazione relativa alle transazioni finanziarie suddette a nome della Nerverland Valley Entertainment. Mesereau, poi, parlò nuovamente del caso J.C. Penny Corporation: voleva far capire alla giuria che gli Arvizo erano pronti a tutto per ottenere soldi. Ritornando al caso Jackson, Gavin ammise che dopo le presunte molestie, decisero di rivolgersi ai due avvocati civilisti e non penalisti e allo psicologo raccomandati dall'avvocato Feldman, piuttosto che andare alla polizia.

### Capitolo XI:Who's Bad?
Il capitolo tratta della terza settimana di procedimento con Gavin Arvizo ancora al banco dei testimoni. La giornalista riferisce come in questo periodo i media di tutto il mondo, inclusi quelli fuori e dentro il tribunale, iniziarono a interessarsi meno alla vicenda giudiziaria di Jackson, date le notizie che arrivavano dalla Città del Vaticano dove le condizioni di salute di Papa Giovanni Paolo II erano peggiorate; i media che seguivano il caso Jackson pertanto ignorarono, volenti o nolenti, molti dei dettagli che stavano venendo fuori dal controinterrogatorio dei legali della difesa di Jackson, come l'ammissione da parte del ragazzo di avere più volte difeso Jackson nel periodo dopo la messa in onda del documentario di Bashir, incluso col preside della sua scuola. Emerse inoltre dagli interrogatori che Gavin Arvizo aveva talento per la recitazione e che aveva preso anche alcune lezioni; che la famiglia Arvizo era andata da due avvocati civilisti per provare a raggiungere un accordo finanziario col cantante; che Gavin aveva detto di volere aiutare a tenere una conferenza stampa per difenderlo dalla accuse sorte dopo la messa in onda del documentario e tante altre. Mesereau domandò al ragazzo se avesse mai incontrato altri avvocati in precedenza e lui ricordò quelli del caso J.C. Penny, quindi il legale difensore gli fece notare che, in quel frangente, aveva dichiarato sotto giuramento che la madre era stata brutalmente picchiata quando in realtà non era successo nulla, come aveva ammesso lo stesso Star. Inoltre Gavin affermò che quando andò in onda il documentario di Bashir, fu chiamato dal preside della sua scuola, il quale gli fece delle domande riguardanti le accuse su MJ; ”Dal banco dei testimoni, Gavin guardò per terra e ammise di aver detto al preside della sua scuola media che tra lui e Michael non era accaduto nulla a sfondo sessuale.” (A.J.) Successivamente Mesereau mostrò un elenco di problemi disciplinari che Gavin aveva a scuola e fece notare che un'insegnante si accorse che il ragazzo aveva del talento per la recitazione. Gavin tentò poi di negare di aver scritto molti biglietti e lettere dove chiamava Michael “papà” e nel quale lo elogiava, ma l'avvocato difensore glieli mostrò; “Lei lo ha descritto come la persona più gentile ed affettuosa del mondo, giusto?”  Mesereau chiese di confermare “Sì” ammise Gavin. "Lei disse: Ti voglio bene papà Michael?” “Sì”, “Caro Michael: grazie per avermi dato il coraggio di togliere il cappello di fronte alla gente. Ti voglio bene. Con affetto. Gavin." e così via con altri biglietti simili...“Rivelatore fu anche il momento in cui Gavin ammise di aver raccontato agli investigatori di Santa Barbara che fu sua nonna a dirgli che gli uomini si masturbano per non stuprare le donne” (A.J) e non Jackson.
Dalla testimonianza di Gavin emerse inoltre che raramente lui e i suoi fratelli erano da soli con Michael Jackson; in un'altra occasione Gavin fu accompagnato in Rolls-Royce al paese vicino perché il suo apparecchio dei denti si era rotto; Michael pagò pure quello e neanche in quella circostanza la famiglia Arvizo si lamentò con qualcuno del fatto che si sentisse prigioniera; ad un certo momento dovevano fare un viaggio in Brasile, ma quando vennero a conoscenza che Jackson non poteva accompagnarli, annullarono il viaggio e Janet decise di tornare a Neverland, il luogo in cui, secondo la sua testimonianza, si sentiva “minacciata”; dopo essere “scappati” due volte dal ranch, gli Arvizo ci tornarono; le prove dimostrarono che vivevano nel lusso e venivano viziati; i ragazzi tenevano la proprietà sotto controllo e davano ordini allo staff; nelle settimane successive al viaggio a Miami, Gavin venne a conoscenza che la pop star aveva la vitiligine.

### Capitolo XII:Got to Be There
Il capitolo si apre parlando di alcune riviste per adulti, con foto di donne sexy, che la polizia trovò in camera di Jackson, attraverso le quali il procuratore avrebbe voluto dimostrare che il cantante era ossessionato dal sesso, ma in realtà la giuria non trovò nulla di strano in questo, anzi ciò fece apparire Jackson un uomo del tutto normale. Furono trovate delle impronte di Michael e di Gavin su almeno una di quelle riviste, ma considerando che il detective Zelis dichiarò che le impronte non furono rivelate fino a quando le riviste non erano state presentate al Gran Giurì nel marzo 2004, durante il quale Gavin aveva testimoniato, il ragazzo avrebbe potuto lasciare le impronte durante i procedimenti del Gran Giurì, appunto, quando maneggiò presumibilmente le riviste. Inoltre Zelis disse che all'inizio Gavin gli raccontò che le molestie sarebbero avvenute prima di girare il video di confutazione del 20 febbraio 2003, successivamente dichiarò alla polizia che si verificarono dopo.
Nel capitolo è riportata anche la testimonianza di Kiki Fourmier, una ex-governante di Neverland. La donna parlò del comportamento degli Arvizo al ranch e confermò la notevole generosità della pop star nel trattare i suoi ospiti, tra i quali molti bambini malati e svantaggiati, Arvizo compresi. Disse che questi ultimi erano molto maleducati; raccontò di quando distrussero la loro camera e di quando Star le aveva puntato un coltello alla gola; sostenne che avevano un comportamento oltraggioso. Tuttavia queste cose non venivano riportate a Jackson, ma al direttore del ranch, perciò il cantante non sapeva quello che facevano gli Arvizo o altre persone a casa sua. “Riguardo alle accuse secondo le quali gli Arvizo erano tenuti prigionieri nella proprietà, Kiki Fourmier testimoniò che Neverland non aveva alcuna recinzione. La governante rise all'idea di un complotto, dicendo alla giuria che chiunque poteva uscire da Neverland in qualsiasi momento. Secondo lei l'idea che gli Arvizo si sentissero prigionieri era semplicemente ridicola.” (A.J.) La donna testimoniò anche che Gavin si riprese totalmente dalla sua malattia durante il soggiorno a Neverland. La Fourmier era un'altra testimone dell'accusa, la cui testimonianza si ritorse contro il procuratore.

### Capitolo XIII:Livin' off the wall
La Jones apre questo capitolo soffermandosi sulle condizioni di salute di Jackson. Durante il processo iniziò a soffrire di un vero e proprio esaurimento fisico; il suo andamento, solitamente lieve e saltellante, era divenuto privo di energia; spesso la pop star sembrava non reggersi in piedi, come se fosse sul punto di svenire; a volte tremava. Ma i media non se ne curarono e continuavano ad attaccarlo. Poi viene riportata la testimonianza e il controinterrogatorio di Anthony Urquizo: presentato dall'accusa come "specializzato in abusi su minore", in realtà si occupava solo di studi teorici quindi non fu ritenuto attendibile.

### Capitolo XIV:Little Bitty Pretty One
Racchiude le testimonianze e i controinterrogatori di due assistenti di volo che avevano accompagnato Jackson durante vari suoi spostamenti. Una, in particolare, lo assistette durante il viaggio di ritorno da Miami. Testimoniò che il cantante aveva un atteggiamento molto riservato riguardo all'alcool: non voleva assolutamente far sapere ai suoi figli che beveva alcolici se pur solo in quantità misurata, nei pasti; per questo gli servivano il vino all'interno di lattine di soft drink. L'altra testimoniò che Janet Arvizo e la sorella di Gavin chiesero del vino e dei drink rum e cola che furono loro serviti, senza che la pop star ne fosse a conoscenza: dunque Davellin Arvizo aveva mentito in precedenza quando testimoniò che aveva iniziato a bere alcolici solo dopo il viaggio a Miami e che era stato Jackson a farle venire il vizio del vino nelle cantine di Neverland.
L'assistente di volo definì Gavin "villano", "turbolento" e "schizzinoso": riferì quando le aveva tirato lo zaino e disse che si comportava come se fosse il capo; al contrario i figli di Jackson erano molto educati: si comportavano sempre bene e l'artista si accertava che fosse così. “L'opinione dell'assistente di volo era che Gavin si comportasse come se avesse in pugno Michael Jackson.” (A.J.). L'assistente era stata chiamata da Sneddon con la speranza che testimoniasse che Jackson in volo era ubriaco o irresponsabile, ma accadde l'opposto; lo definì un gentiluomo tranquillo dalla voce carezzevole, che non aveva mai servito a Gavin alcolici o bevande di alcun tipo.

### Capitolo XV:We Are Here to Change the World
Riporta che l'accusa voleva che il giudice ammettesse testimonianze relative a "fatti analoghi" precedenti al caso Arvizo, in particolare riferendosi al caso Chandler, del 1993. La difesa sostenne che tali accuse erano state mosse esclusivamente per ottenere del denaro, insistendo che Jordan Chandler raccontò una storia piena di lacune. Nonostante i Chandler in passato avessero ammesso di volere soldi dal cantante, ciò non venne mai riportato dai media. Davanti al giudice Melville, la difesa portò valide argomentazioni e molte prove che screditavano anche precedenti accusatori di Jackson; i testimoni che l'accusa voleva chiamare sul banco dei testimoni erano stati tutti coinvolti in cause civili contro Jackson per un "tornaconto personale", che avevano perso. Ma il giudice decise in favore di Sneddon e il procuratore ritenne ciò una gran vittoria. Tuttavia quelle testimonianze si ritorsero contro l'accusa, ma i media non parlarono neppure di questo.

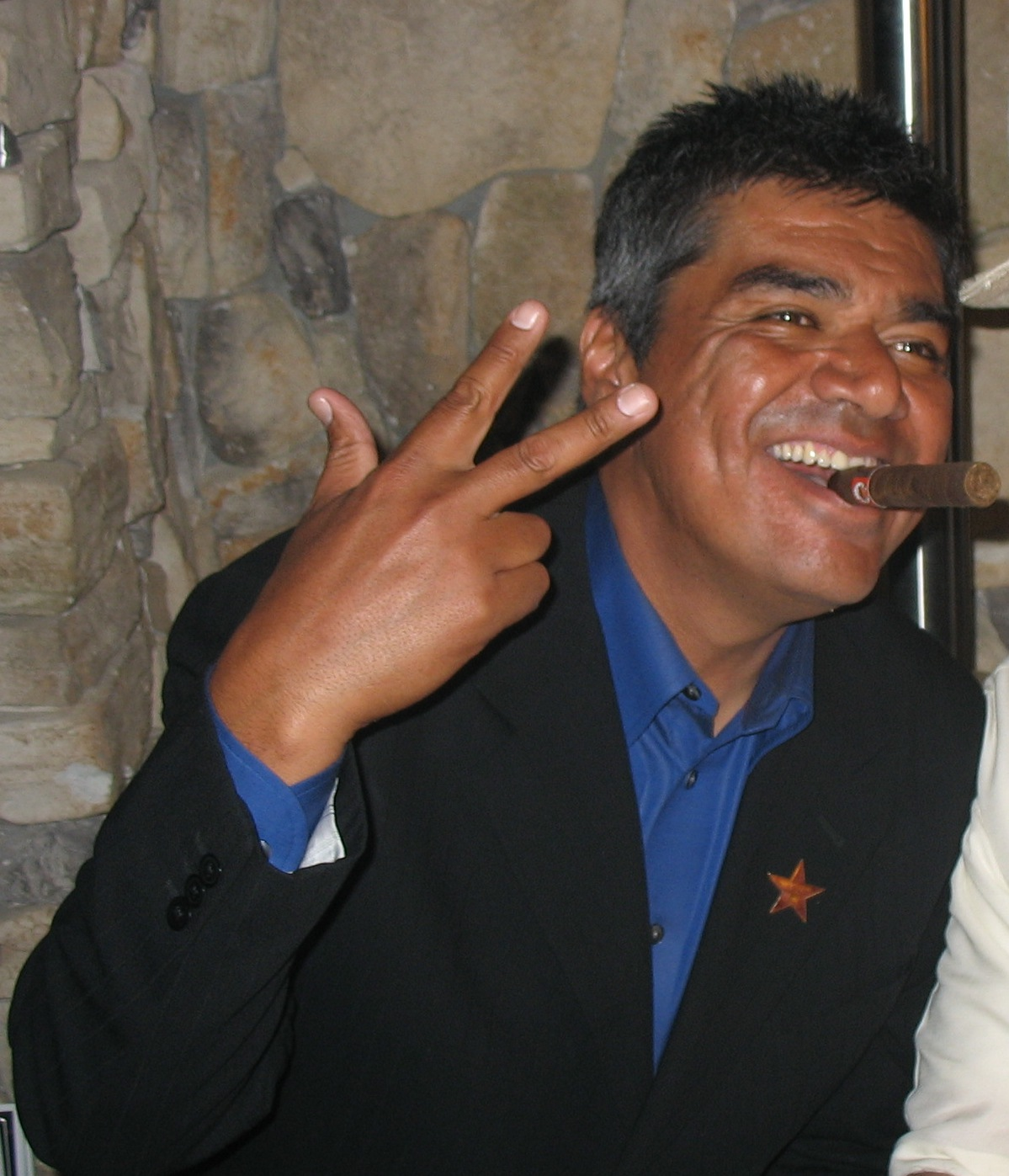
L'attore George Lopez, uno tra i testimoni dell'accusa.

Il capitolo riporta anche la testimonianza di George Lopez. Quando testimoniò il comico, tutti si resero conto che gli Arvizo erano dei truffatori. Collaborava con il laboratorio teatrale di Masada e fu chiamato al telefono da Janet nell'autunno del 1999: gli raccontò della malattia del figlio. Lopez lo andò a trovare e venne a sapere che il padre di Gavin era a corto di soldi: "Ogni volta che parlavamo era sempre, sempre di soldi” testimoniò; così gli dava ogni volta tutto quello che aveva nel portafogli; David Arvizo lo fece partecipare anche ad una raccolta di fondi per la malattia del figlio, ma ad un certo punto l'attore si rese conto che la raccolta non era più per Gavin.
L'attore ricordò che un giorno gli Arvizo lasciarono il portafogli nel suo soggiorno; quando fu loro restituito, sostennero che prima c'erano dentro 300 dollari; nel frattempo avevano raccontato il fatto anche a Masada, il quale diede loro dei soldi; in aula apparve chiaro che gli Arvizo avevano lasciato lì il portafoglio di proposito per poi accusare il comico ed ottenere altri soldi. Lopez dichiarò che continuarono a perseguitarlo per ottenere altro denaro, fino a che non decise di troncare con loro. Dichiarò che quella famiglia era innamorata di Michael Jackson. Dopo aver ascoltato questa testimonianza, Jackson si rese conto che vari personaggi della TV e del cinema, nonostante nutrissero dei sospetti sulla famiglia Arvizo in seguito all'aiuto offerto a quest'ultima, non lo informarono, pur sapendo che quelle persone si recavano a Neverland.

### Capitolo XVI:Don't Stop Till You Get Enough
Riporta le testimonianze e controinterrogatori di: Larry Feldman. L'avvocato Feldman si può definire l'elemento in comune tra i due casi, quello del 1993 e quello del 2005. In aula disse che non si ricordava esattamente la data dell'accordo economico del 1993; testimoniò che era stato contattato da un avvocato, un certo Dickerman, il quale gli voleva mandare un'altra famiglia, quella degli Arvizo, (precedentemente gli aveva mandato i Chandler). Questi ultimi si rivolsero a Feldman per far causa a Bashir invece poi denunciarono Jackson, dopo aver parlato con l'avvocato; Feldman fece parlare Gavin con uno psicologo, un certo Dott. Katz, per valutare la situazione, poi contattò il Dipartimento di Assistenza Sociale e infine Sneddon.
Durante il controinterrogatorio della difesa, Mesereau chiese a Fealdman di confermare che in sede di processo civile, quello nel quale rappresentò i Chandler nel 1993, ci fu una contro-denuncia di Jackson per estorsione, ma lui, stranamente, non si ricordava. Poi l'avvocato difensore riuscì a provare che Feldman e Dickerman avevano escogitato un piano con lo scopo di ottenere dal caso Arvizo più denaro possibile, presentando un considerevole numero di fax e lettere che i due legali si erano scambiati con quel fine. L'accordo prevedeva anche che Feldman sarebbe stato l'avvocato principale del caso. Mesereau riuscì a dimostrare che la famiglia Arvizo, insieme a Dickerman e Feldman, avrebbe guadagnato moltissimi soldi dal processo Jackson nel caso quest'ultimo fosse stato riconosciuto colpevole per molestie sessuali.
Durante la testimonianza emerse che Feldmand rappresentava anche i genitori di Janet Arvizo; Mesereau produsse dei documenti dai quali si evinceva che Feldman aveva impedito alla difesa di Jackson di controllare se Janet avesse depositato del denaro sul conto dei suoi genitori così Feldman fu costretto ad ammettere che aveva agito con quello scopo. Aveva parlato al telefono anche col procuratore Sneddon parecchie volte; anche nel 1993 l'aveva contattato, ma non si ricordava quante; gli venne domandato se avesse mai incontrato il famoso presentatore Larry King in presenza di Janet Arvizo, ma negò; invece successivamente Larry King, durante la sua testimonianza, dichiarò il contrario.

### Capitolo XVII:Be careful who you love
Anche il manager del ranch, il sig. Salas, salì sul banco dei testimoni per conto dell'accusa e parlò di come i bambini ospiti a Neverland erano trattati: ogni loro desiderio veniva soddisfatto, avevano il permesso di andare ovunque nella proprietà; le uniche regole riguardavano la loro sicurezza. Dichiarò che gli Arvizo a volte dormivano nella casa degli ospiti, a volte nella stanza di Michael e disse che non era insolito vedere bambini nella sua camera, perché Jackson giocava spesso con i suoi figli ed altri bambini, ma ovviamente intratteneva anche adulti. L'accusa gli rivolse delle domande riguardo al consumo di alcool da parte del cantante: il manager disse che lo aveva visto di rado bere degli alcolici e mai di fronte ai bambini. Definì gli Arvizo dei piantagrane e affermò che anche lui aveva sorpreso i piccoli ospiti a bere alcolici di nascosto.
Ribadì di quando una sera servì degli alcolici in camera di Jackson quando erano presenti anche i Cascio (una famiglia di italoamericani amici di vecchia data di Jackson) e furono ordinate anche delle gassose per i fratelli Arvizo, “...dettaglio che fece alzare gli occhi al cielo ai giurati. Fu un duro colpo per l'accusa, poiché Salas era loro testimone ed era molto sincero nelle risposte (...) Quando disse alla giuria che la gassosa era stata consegnata nella stanza degli Arvizo, i fatti non combaciavano assolutamente, considerata la testimonianza degli stessi ragazzi, i quali avevano sostenuto di aver bevuto bevande alcoliche insieme con Michael quella notte.” (A.J.). Durante il controinterrogatorio della difesa, Salas sostenne che gli Arvizo a Nevrland erano trattati come in un hotel di prima classe; inoltre assicurò che la famiglia non fu mai obbligata a rimanere al Ranch, sbaragliando, in questo modo, la teoria del complotto del procuratore distrettuale. Raccontò che aveva accompagnato gli Arvizo a fare compere; testimoniò che Janet ammirava molto Jackson e questa era anche la sua opinione: disse che era molto generoso e che faceva moltissimi regali ai suoi ospiti.

### Capitolo XVIII:Black and white
Riporta le testimonianze e controinterrogatori di ex-dipendenti di Neverland che persero cause civili contro Jackson in quanto erano stati licenziati a causa di furti commessi nella proprietà del cantante. Non furono ritenuti credibili. Avevano mosso causa contro Jackson per soldi, ma i media mancarono di informare il pubblico su questo e si concentrarono solo sulle loro accuse, che si dimostrarono false.

### Capitolo XIX:People Make the World Go 'Round
Riporta le testimonianze di Bob Jones e Stacy Brown; "ex amico ed ex socio" di Jackson, Bob Jones dopo il suo licenziamento nel 2004, decise di scrivere un libro, Michael Jackson, l'uomo dietro la maschera, con l'obiettivo d'infangare ulteriormente la pop star. Quando l'accusa lo interrogò, saltò fuori una mail presumibilmente scritta dallo stesso Jones, dove c'era scritto che Jackson avrebbe leccato i capelli a Jordan Chandler durante la cerimonia dei World Music Awards del 1993, ma lui non si ricordò di averla scritta. In aula apparve una cosa ridicola e inverosimile; quando più tardi Janet Arvizo sostenne di aver visto Jackson leccare i capelli del figlio sull'aereo che li riportava da Miami a Los Angeles, molti si domandarono se la donna conoscesse quella mail; successivamente la Arvizo ritrattò. Mesereau, durante il controinterrogatorio, ricordò a Jones che durante il colloquio con la polizia aveva negato di aver assistito a quell'episodio. Stacy Brown: coautore del libro di Jones, quando gli fu chiesto come fosse nata l'idea del libro, Brown affermò che Jones aveva problemi finanziari. Nello stesso capitolo, viene mostrato tramite le trascrizioni del controinterrogatorio, come Bob Jones abbia ammesso di aver accettato di scrivere falsità nel suo libro su consiglio dell'editore che voleva vendere più copie possibili.

### Capitolo XX:With a Child's Heart
Racchiude la testimonianza e il controinterrogatorio di June Chandler.
Jordan Chandler, il ragazzo che aveva accusato Jackson nel 1993 sempre di molestie si rese irreperibile durante il processo del 2005 quando fu convocato per testimoniare contro Jackson; al suo posto intervenne la madre, June Chandler, la quale dichiarò che Jordan non voleva avere più niente a che fare con lei e il padre e si era rivolto al tribunale per chiedere l'emancipazione legale proprio dopo le accuse che fu costretto a muovere contro la pop star, undici anni prima. La donna confermò che nel momento in cui il marito era travolto da debiti di milioni di dollari, si rivolse a Feldman per muovere una causa civile contro Jackson. La Jones scrive che dava l'impressione di avere una memoria “selettiva”: si ricordava dei doni e dei viaggi con la pop star, ma non che il cantante intraprese una causa contro i Chandler per estorsione.
Mesereau fece sapere a tutti che grazie a Jackson i Chandler avevano avuto accesso a varie star e ai reali di tutto il mondo; ”La Chandler diede l'impressione che la sua famiglia, avendo assaggiato la bella vita, non aveva voglia di rinunciarvi” (A.Jones). Un esempio: Mesereau: ”Lei non disse al procuratore distrettuale di Los Angeles che il suo ex–marito Evan, il padre di Jordie, le aveva detto che il rapporto con Michael per Jordie era una fantastica occasione di non doversi preoccupare per il resto della sua vita?” -"Sì"- ammise la donna.

### Capitoli XXI e XXII:She's Out of My Life-Never Can Say Good-Bye
In questi capitoli sono riportati la testimonianza e il controinterrogatorio di Janet Arvizo, madre di Gavin. Quando la donna salì sul banco dei testimoni scelse di testimoniare guardando solo la giuria, verso la quale spesso puntò il dito contro. La giuria venne informata che la donna aveva invocato il Quinto Emendamento per una frode contro l'assistenza sociale: i giurati la guardarono con disapprovazione. Per quanto riguarda l'accusa di complotto, Janet sostenne che Michael l'aveva obbligata, insieme alla sua famiglia, a raggiungerlo a Miami. Confermò le accuse di molestie anche se ammise di non aver mai visto nulla al riguardo; disse solo di averlo visto mentre avrebbe leccato i capelli del figlio durante il viaggio di ritorno da Miami, ma nessuno presente sull'aereo aveva visto Jackson fare una cosa del genere.

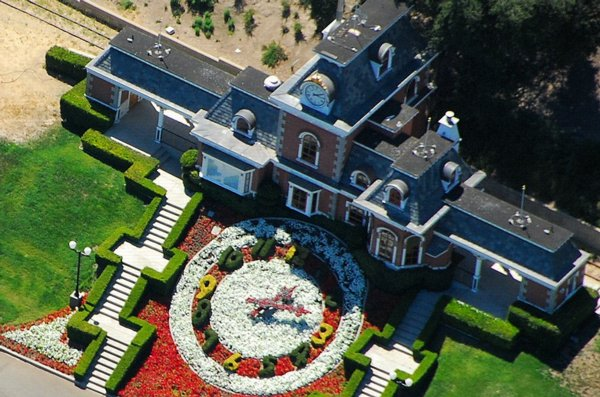
La stazione del Neverland Ranch, uno dei luoghi in cui sarebbero avvenuti i presunti abusi.

Durante il controinterrogatorio Mesereau le ricordò la bella vita che faceva a Neverland a spese di Michael Jackson, ricordandole che la pop star si occupava anche delle cure per Gavin, poi venne fatta ascoltare una telefonata tra Janet e Frank Cascio, durante la quale l'amico di Michael invitava gli Arvizo a ritornare a Neverland perché era preoccupato per loro a causa dei paparazzi, mentre lei aveva dichiarato che, per convincerla, le avrebbe detto che sarebbe potuta essere vittima di un attentato. Ad un certo punto disse che i suoi figli potevano sparire da Neverland con una mongolfiera. Dopo aver sentito le sue improbabili dichiarazioni, quando la donna affermò che fu costretta a recitare un copione durante il video di confutazione, non fu creduta dalla giuria; inoltre la teoria del procuratore secondo la quale Jackson avrebbe fatto rapire, imprigionare e ricattare la famiglia Arvizo per riscattare la propria immagine, dopo il documentario di Bashir, sembrò ridicola agli osservatori in aula; “La gente iniziò a domandarsi se i procuratori parlassero sul serio o se fossero impazziti.” (A.J.).
Poi Mesereau tornò al caso J.C. Penney e la donna continuò a mentire riguardo all'accaduto; il legale difensore ricordò di come Star avesse inizialmente testimoniato, spergiurando, di aver visto la guardia di J.C. Penney molestare la madre nello stesso modo in cui Jackson avrebbe molestato suo fratello; in questo modo Mesereau riuscì a far insorgere il sospetto che la donna avesse istruito i suoi figli su cosa dire. Emerse che negli anni novanta la Arvizo era stata indagata dal Dipartimento di Assistenza sociale perché Gavin disse che l'aveva maltrattato; lei diede ai giurati diverse versioni dell'accaduto e questo fece capire alla giuria che era sua abitudine muovere false accuse. Ad un certo punto, riguardo al caso Jackson, le sue dichiarazioni sembrarono talmente assurde e contraddittorie che la gente cominciò a chiedersi se la donna fosse consapevole della differenza tra realtà e fantasia. Ammise che a volte aveva “immaginato delle cose”. Per quanto concerne il contatto che Jackson avrebbe avuto con Gavin sull'aereo, quando gli avrebbe leccato i capelli, durante il controinterrogatorio le fecero notare che non era credibile che Gavin non si fosse accorto di nulla e neppure il personale dell'aereo, così disse che “aveva avuto le allucinazioni”.
Mesereau le chiese se lo scopo del viaggio a Miami fosse quello di scappare dai media; lei negò, così l'avvocato difensore le fece ascoltare una registrazione telefonica durante la quale si lamentava con Cascio proprio dei media e lodava le persone che vivevano a Neverland, incluso Jackson. La difesa le fece notare che la conversazione era avvenuta dopo quella che lei definiva la sua “fuga” dal ranch. Mesereau le domandò con ironia: ”Quante volte è ritornata a Neverland dopo la prima fuga? Emerse che le “fughe” erano state forse quattro. “Dopo un po', tutto quello che Janet stava dicendo sembrò nullo e alcuni membri della giuria alzarono gli occhi al cielo. (...) Quando Mesereau finì con la testimone, fu in grado di dimostrare che la donna aveva usato Michael per raccogliere sangue e fondi e aveva trovato anche altri modi per sfruttarlo. (...) Ricordò alla giuria che Jackson aveva aperto la sua casa agli Arvizo, permettendo a Gavin e Star di rimanere a Neverland quando Gavin era un bambino malato, senza capelli e su una sedia a rotelle. Nessun'altra persona famosa aveva offerto tanto. (...) La verità era che Jackson aveva dedicato moltissimo tempo e sforzi a Gavin Arvizo e con le sue preghiere e il suo aiuto, il cancro al quarto stadio di Gavin era andato in remissione. Non si poteva negare che Jackson avesse avuto un ruolo nella miracolosa guarigione del bambino. Tutti, senza ombra di dubbio, ne erano convinti.”.

### Capitolo XXIII:One Day in Your Life
All'inizio di questo capitolo la Jones espone delle considerazioni riguardo al fatto che Mesereau stava facendo a pezzi tutti i testimoni dell'accusa, creando nella giuria molti dubbi sulla causa, la quale aveva mostrato lacune e problemi fin dall'inizio, ma i media “non ci avevano fatto caso” e mandavano in onda dichiarazioni di “esperti” legali schierati contro Jackson. Mentre “il pubblico in aula capiva la mancanza di credibilità che circondava l'accusatore e la sua famiglia, (...) molti reporter si trovarono immischiati nella corsa al sensazionalismo (...) l'interesse dei mass media era quello di servire al pubblico un piatto appetitoso, ignorando molto spesso i semplici fatti presentati in aula” (A.J.).
Le incongruenze tra i ricordi di Janet Arvizo e gli eventi che si verificarono veramente a Neverland emersero quando una ex guardia giurata, l'agente Barron, testimoniò. La donna aveva dichiarato di essere rimasta nascosta nella casa degli ospiti per tutta la permanenza al ranch, Barron invece testimoniò che l'aveva vista camminare liberamente per la proprietà; venne mostrato in aula il registro della sorveglianza di Neverland e risultava che, per esempio, il 13 febbraio 2003 Janet e i suoi figli avevano lasciato la proprietà a bordo di una Rolls-Royce di Jackson guidata da Salas, il direttore del Ranch, senza nessun problema: la famiglia aveva seguito le normali procedure del caso con la sorveglianza senza nessuna scena di panico. Inoltre l'agente testimoniò che proprio davanti a Neverland c'erano due scuole private e un continuo via-vai di genitori, insegnanti che andavano su e giù per la strada: in aula si chiesero come mai Janet, se si sentiva così in pericolo, non avesse attraversato la strada per cercare aiuto.
Il nocciolo della testimonianza dell'agente Barron era: non aveva sentito nessuno lamentarsi, non aveva sentito nessuno chiedere aiuto. Nessuno della famiglia Arvizo aveva accennato di avere problemi a Neverland. Anzi, sembravano proprio felici e contenti. Gli Arvizo erano liberi di gironzolare ovunque tutto il giorno e Janet Arvizo si godeva lo stile di vita che includeva regolari pagamenti delle "spese" dei suoi trattamenti di bellezza e altri confort. I giurati sembrarono scioccati quando l'ex guardia giurata testimoniò che Janet e i suoi figli venivano portati a fare spese nei paesi vicini e mostrò le registrazioni dei loro movimenti giornalieri ai cancelli di Neverland. Nel momento in cui fu presentato in aula un documento, che mostrava due pagine piene di spese fatte da Janet, migliaia di fatture pagate da Michael Jackson, fu impossibile credere alle dichiarazioni di Janet sui suoi seri tentativi di scappare da Neverland.

### Capitolo XXIV:Beat It
All'inizio del capitolo la Jones parla del licenziamento da parte di Mesereau dell'avvocato Brian Oxman, avvenuto praticamente in diretta TV all'esterno del tribunale. L'avvocato Oxman era il legale della famiglia Jackson che entrò a far parte del team difensivo, ma durante tutto il processo non si mostrò mai interessato e a volte si addormentava in aula. Poi la scrittrice passa ad analizzare la testimonianza di Debbie Rowe: ex-moglie di Jackson, salì sul banco dei testimoni per l'accusa; aveva collaborato con Sneddon chiamando il team di Jackson e permettendo al procuratore di registrare le telefonate, dalle quali, però non emerse niente circa il possibile coinvolgimento diretto del cantante riguardo alla registrazione del video di confutazione. La sua testimonianza in aula, in realtà, favorì la difesa. Quando fu interrogata dall'assistente del procuratore dichiarò che durante il video non stava recitando, mentre le domande di Meserau si concentrarono sui "correi non indiziati": M. Shaffel, D. Weisner e Konitzer.
Lei disse che ebbe l'impressione, riguardo al video, che avessero agito all'insaputa del cantante. Confermò quanto detto alla polizia e cioè di come Shaffel, Weisner e Konitzer stessero manipolando il cantante e si stessero approfittando di lui. Sostenne che anche in altre occasioni altri gestori avevano assunto tali comportamenti "Per quel che ne so io, lui non controlla chi gestisce gli affari. Prendono loro tutte le decisioni e a volte non lo consultano neanche" spiegò la Rowe. Testimoniò che Shaffel stava cercando di ottenere milioni di dollari dal filmato della sua intervista e che quest'ultimo si vantava pure di come era riuscito a sfruttare certe opportunità. Definì i soci di Jackson "bugiardi" e "avvoltoi opportunisti". "Sentendola parlare, il pubblico in aula si rese conto di come fosse facile manipolare Michael Jackson. In qualche modo, negli anni, la superstar era diventata completamente vulnerabile". (A.J.) I giurati, inoltre, erano scioccati in precedenza, nel sapere che il cantante aveva dato ai suoi soci la procura per firmare ogni cosa. La Rowe disse anche che Jackson era un buon padre e un uomo di famiglia.

### Capitolo XXV:HIStory
In questo capitolo si parla della testimonianza e del controinterrogatorio del revisore dei conti J.D. O'Brian; l'accusa lo chiamò sul banco dei testimoni per provare che Jackson era in bancarotta: se il Sneddon fosse riuscito a dimostrare ciò, avrebbe potuto trovare una giustificazione per l'accusa di associazione a delinquere. Ma emerse che “l'esperto” non sapeva quasi niente dell'impero finanziario di Jackson, del suo valore effettivo, dei suoi affari e delle opportunità che venivano offerte al cantante. Dopo varie domande di Mesereu ammise che una personalità del calibro di Jackson avrebbe potuto risolvere i suoi problemi di liquidità in un giorno. La teoria del procuratore crollò.

### Capitoli XXVI-XXVII-XXVIII:Ebony and Ivory - It's a Thriller - The Love You Save
Prima che iniziassero le testimonianze della difesa, in assenza della giuria, il team difensivo fece notare le menzogne degli Arvizo, comprese quelle di Gavin, il fatto che avevano cambiato le date riguardo alle presunte molestie, le incongruenze delle loro testimonianze e fece notare che era un falso intenzionale. Ma il giudice volle proseguire col processo.
Così salirono sul banco dei testimoni alcuni ragazzi che a sentire alcuni ex dipendenti che avevano lavorato a Neverland, sarebbero stati molestati da Jackson, ma le presunte vittime, tra cui l'attore Macaulay Culkin protagonista del film Mamma, ho perso l'aereo, negarono senza ombra di dubbio, anzi, si sentirono offese e arrabbiate riguardo al fatto che quelle persone avessero mosso accuse di quel genere senza neanche chiedere loro se fossero veri certi episodi; dichiararono che in camera di Michael si erano recati in molte occasioni, ma lì non accadeva nulla di male: giocavano ai videogiochi, guardavano film, facevano la lotta con i cuscini.

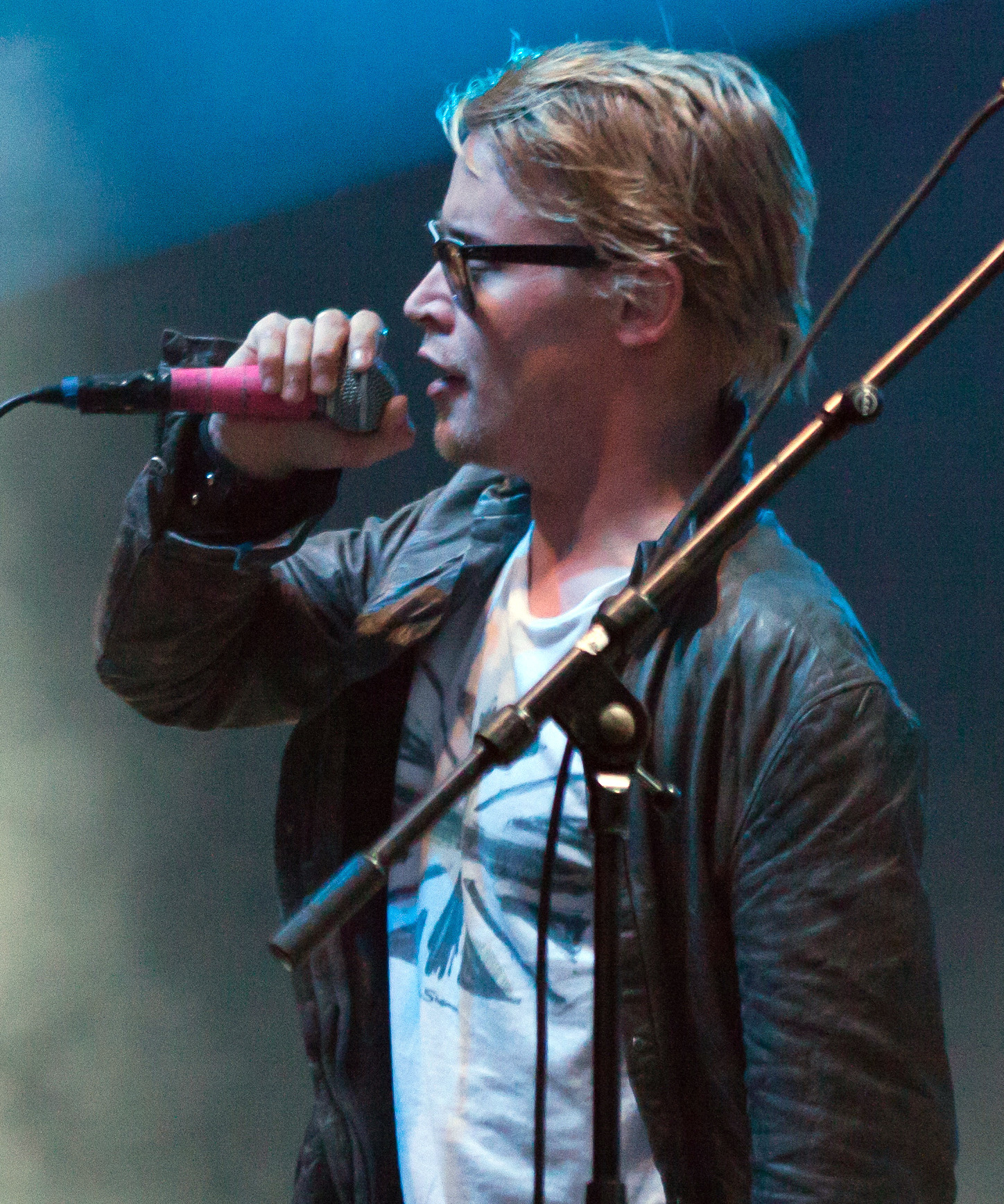
L'attore Macaulay Culkin, amico di Jackson e uno dei principali testimoni della difesa durante il processo.

Culkin disse che la sua famiglia aveva accesso ad ogni angolo della proprietà, non era vietato l'ingresso in nessuna camera, neanche in quella di Jackson. Testimoniò che non aveva mai visto la pop star fare niente di male a nessun bambino. Mesereau smascherò in aula gli ex-dipendenti quanto provò che in realtà stavano cercando una sorta di vendetta per essere stati licenziati in seguito ad alcuni furti che avevano commesso a Neverland; alcuni di loro volevano ottenere dei soldi da Jackson. I media riportarono solo la notizia che Culkin aveva dormito nel letto di Jackson; i produttori televisivi non volevano che "le loro trasmissioni venissero soffocate dalla verità" (A.J.) e cioè ammettere che in camera del cantante non accadeva nulla di inappropriato.
Proprio prima della testimonianza di Culkin, Mesereau aveva interrogato alcuni ex impiegati di Neverland, i quali avevano sostenuto che non avevano mai visto la pop star agire in modo inappropriato verso i bambini e che la famiglia Arvizo sembrava proprio divertirsi durante il suo soggiorno al ranch; qualcuno raccontò di come Gavin si mettesse sempre nei guai, come quando, per esempio, investì con la golf car il nipote di Marlon Brando. “Il fatto che Gavin guidasse veicoli in giro per Neverland, e che quindi avrebbe potuto benissimo lasciare la proprietà a bordo di uno di questi, fu un duro colpo per la teoria del complotto sostenuta dall'accusa. Ma i media non scrissero niente di tutto ciò” (A. J.).

### Capitolo XXIX:Ask me how I know
Questo capitolo riporta gli spezzoni del documentario tagliati da Bashir, (reperto 5009 – A, 5009 – B, 5009 - C) tra i quali: le adulazioni del giornalista per ingraziarsi Jackson, i complimenti di Bashir per il rapporto che la pop star aveva instaurato con i figli e per il bene che faceva aiutando il prossimo e i bambini disagiati che ospitava al Neverland Ranch, le spiegazioni di Jackson sulle operazioni di chirurgia plastica, sull'episodio di Berlino e sul suo rapporto con i ragazzini di Neverland i maltrattamenti che aveva dovuto subire da parte del padre, la sua infanzia rubata.
"La giuria, guardando l'intervista di Jackson, era chiaramente commossa dal suo candore, dal suo spirito onesto, dal suo essere con i piedi per terra." (A.J.) Alcuni giurati si commossero, una giurata asiatica scoppiò a piangere quando Jackson aveva raccontato di essere picchiato da bambino. La Jones dice che si capiva benissimo, guardando quel filmato, che Bashir aveva presentato un ritratto di Jackson scorretto. Ma solo due giornali parlarono delle scorrettezze di Bashir. Gli altri 2200 giornalisti presenti non le accennarono minimamente.

### Capitolo XXX:Will You Be There
Un ex avvocato di Jackson testimoniò che aveva deciso di intraprendere un'indagine sulla famiglia Arvizo, quando seppe del caso J.C. Penney, temendo che potessero agire allo stesso modo con il cantante e usare la situazione per manipolarlo. Disse anche: “Chiesi a B. Miller di scoprire dov'erano e di documentare quello che stavano facendo, con chi si incontravano e se cercavano di vendere una storia ai giornali, o di incontrare avvocati o qualcosa di ancora più serio”; dichiarò che temeva che gli Arvizo stessero cercando di estorcere denaro a Jackson; quando esaminò la causa J.C. Penney si fece un'opinione negativa riguardo agli Arvizo.
Poi viene riportata la testimonianza di Larry King, il noto presentatore, dalla quale si evinse che Feldman aveva spergiurato sul banco dei testimoni. Anche se Feldman aveva agito così, il giudice non ritenne incriminante la sua testimonianza: ciò avrebbe potuto distruggere la teoria del procuratore distrettuale circa il non coinvolgimento del sospettabile avvocato. Alla giuria non fu permesso di ascoltare interamente la testimonianza di King: “Ai media il fatto che Larry King avesse delle informazioni legittime, ma gli fosse impedito di testimoniare, non sembrava tanto importante. Se il giudice stava agendo in favore dell'accusa nessuna TV ne parlò.” (A.J) King definì la Arvizo "una pazza in cerca di soldi".

### Capitolo XXXI:I Want You Back
Riporta la testimonianza e il controinterrogatorio di Jay Leno. Dalla sua testimonianza emerse che Gavin lo chiamò nel 2000, ma sostenne che dava l'impressione che parlasse come un adulto: ”Sembrava che leggesse un copione mentre parlava.” Disse che gli pareva strano che un bambino lo contattasse direttamente. I giurati, mentre sentivano la testimonianza di Leno, si ricordarono che Gavin, al banco dei testimoni, aveva giurato di non aver mai parlato con lui.

### Capitolo XXXII:Leave Me Alone

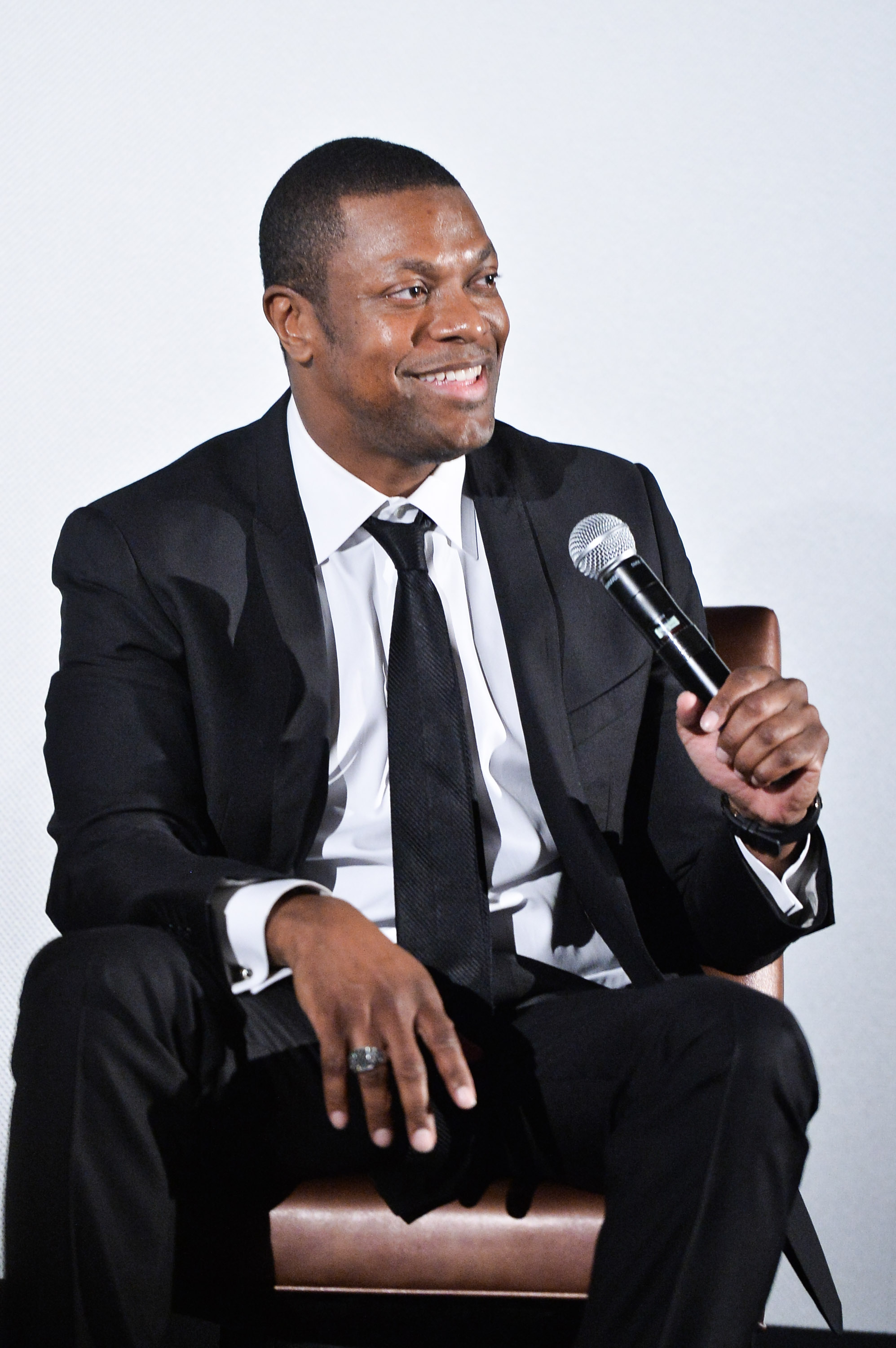
L'attore Chris Tucker, amico, e tra i testimoni della difesa, di Jackson durante il processo.

Racchiude la testimonianza e il controinterrogatorio di Chris Tucker. Il comico testimoniò che gli Arvizo si rivolsero anche a lui; all'inizio fece anche dei regali a Gavin, poi quando il ragazzo iniziò a domandargli sempre più denaro e gli Arvizo iniziarono a chiamarlo pure per avere le chiavi delle sue macchine, Tucker cominciò ad insospettirsi. Inoltre testimoniò che dopo la messa in onda del documentario di Bashir, gli Arvizo, perseguitati dai media, gli chiesero di cercare Michael, perché volevano raggiungerlo a Miami. Furono prodotti i tabulati telefonici delle chiamate che gli Arvizo fecero a Tucker “I giurati non poterono credere alle loro orecchie: per mesi l'accusa aveva dichiarato che gli Arvizo erano stati obbligati ad andare da Jackson a Miami.” (A.J.) Tutti gli Arvizo avevano testimoniato che non era stata un'idea loro andare a Miami. Tucker disse, invece, che erano tutti entusiasti di andare da Jackson; Gavin era euforico. Quando giunsero in Florida, Tucker disse a Michael che aveva dei sospetti riguardo agli Arvizo: ”Mike, c'è qualcosa che non va.”
Durante il processo emerse che gli Arvizo avevano ottenuto così tanti soldi da vari personaggi famosi che Janet ad un certo punto voleva comprare un SUV, ma poi depositò i soldi in banca, mentre continuava a truffare l'assistenza sociale che continuava a versarle regolarmente assegni. Un editore di un quotidiano testimoniò che gli Arvizo lo pregarono di pubblicare un annuncio gratuito per sollecitare donazioni in favore di Gavin mentre, in realtà, risultò che le spese sanitarie erano interamente coperte dall'assicurazione del padre.

### Capitolo XXXIII:Moonwalk
In questo capitolo si parla del video che riportava il colloquio di Gavin con la polizia, che venne mostrato in aula dal procuratore; "Sembrava innamorato di Jackson...fu molto vago nel parlare dei presunti atti di molestia... Molte delle cose che stava dicendo sembravano studiate a tavolino... Sembrava stesse scegliendo le parole, come se recitasse. Inoltre era difficile determinare quanto la polizia lo stesse manovrando"; “Gavin, ragazzino, noi vogliamo che tu faccia questo...” dicevano i poliziotti. "Gavin diceva che non era sicuro di quello che era successo durante i presunti atti e che non era sicuro di cosa fosse un'eiaculazione. Alcuni del pubblico si domandarono come potesse, un ragazzo di tredici anni, non sapere una cosa del genere" (A.J.). Dopodiché, mentre tutti aspettavano il controinterrogatorio di Mesereau agli Arvizo, Mesereau decise di non procedere in tal senso e questo spiazzò il procuratore perché gli tolse la possibilità di controinterrogarli a sua volta: lui voleva cercare di porre rimedio alle disastrose testimonianze degli Arvizo per l'accusa.
La Jones passa poi a parlare dello smisurato numero di telecamere e postazioni delle squadre televisive per il giorno del verdetto, quando Michael Jackson fu dichiarato non colpevole per tutti i capi d'imputazione "per i media fu un duro colpo". Non appena fu tolto l'ordine dal giudice di non rilasciare dichiarazioni, alcuni membri della giuria spiegarono perché avevano trovato il cantante non colpevole: ritenevano gli Arvizo una famiglia di truffatori che aveva cercato di incastrare Michael Jackson; non c'era neppure una prova a condannarlo, al contrario l'accusa aveva presentato una serie di false testimonianze, l'aveva pubblicamente umiliato per cercare di ottenere una condanna. I media volevano riportare ancora notizie scandalose e iniziarono anche ad insinuare che i giurati si erano lasciati influenzare dallo status di star di Jackson: i membri della giuria si dichiararono offesi.
Dopo tutto quello che era stato fatto e detto, venne ritrovato un reperto non preso in considerazione: un messaggio scritto a mano dalla pop star, inciso in uno dei suoi libri trovati a Neverland durante le perquisizioni, che avrebbe catturato per sempre l'essenza di Michael Jackson (A.J.); recitava: ”Guarda lo spirito di felicità e gioia sulle facce di questi ragazzi, questo è lo spirito della fanciullezza, una vita che non ho mai avuto e che sognerò per sempre”.